# (29813) 1999 CF111
A (29813) 1999 CF111 a Naprendszer kisbolygóövében található aszteroida. A LINEAR projekt keretében fedezték fel 1999. február 12-én.